# Pedro Soares Tangil
Pedro Soares Tangil (1410 -?) foi um fidalgo e Cavaleiro medieval do Reino de Portugal, teve o senhorio do local denominado Crastelo em Tangil.

## Relações familiares
Foi filho de Heitor Soares Tangil (1375 -?) e de Mécia Pereira. Casou com Senhorinha Pereira do Lago filha de João Gomes do Lago (1350 - ?) e da sua a primeira esposa, Brites de Azevedo de quem teve:
1. Heitor Soares Pereira Tangil (1440 -?), Senhor da Casa e Torre de Tangil casou com Isabel Barbosa,
2. Diogo Soares Pereira.
3. Maria Soares Pereira (1450 -?) Casou com Álvaro Vaz Bacelar (1440 -?), filho de Vasco Gil de Bacelar (1410 - Tomada de Tui) e de Helena Gomes de Abreu (1400 -?),
4. Fernão Soares Pereira (c. 1450 -?) casou com Marta de Castilho.
5. Belizenda Soares (1440 -?) casou com Marcos de Lira.
6. Mécia Soares (c. 1440 -?) casou com Gil Fernandes Vilarinho.